# Неши, Далила
Далила Неши (итал. Dalila Nesci, родилась 23 сентября 1986 года в Тропеа) — итальянский политик и журналист, депутат Палаты депутатов Италии от Движения пяти звёзд.

## Биография
Окончила Средиземноморский университет Реджо-ди-Калабрия по специальности «юриспруденция», работала в региональных газетах Калабрии. Как член Движения пяти звёзд баллотировалась в депутаты Палаты депутатов на парламентских выборах 2013 года. Избрана в Палату депутатов 19 марта 2013 года по итогам парламентских выборов от XXIII избирательного округа Калабрии.
С 27 января по 20 июля 2015 года была заместителем председателя XIV комиссии (по Европейскому союзу) Палаты депутатов Италии. С 15 июня 2016 года заседает в XII комиссии (по социальным вопросам).
24 февраля 2021 года назначена младшим статс-секретарём аппарата правительства Драги при министре без портфеля по делам Юга Италии и развитию регионов.
22 октября 2022 года было сформировано правительство Мелони, в котором Неши не получила никакого назначения.